# Гюбнер, Иоганн
Иоганн Гюбнер (нем. Johann Hübner; 17 марта 1668, Тюрхау (близ г. Райхенау, сейчас район Турошув г. Богатыня) — 21 мая 1731, Гамбург) — немецкий географ и учёный, автор учебников и трудов в области генеалогии, географии, истории, поэтики и протестантского религиозного образования в начале Эпохи Просвещения.
Иоганн Хюбнер посещал школу в Циттау, где изучал теологию, с 1678 года изучал поэзию, риторику, географию и историю в Лейпцигском университете. В 1694 году он стал ректором гимназии в Мерзебурге. В 1695 году женился на Анне Сибилле, дочери лейпцигского профессор богословия Иоганна Олеария, от которой у него было три дочери и два сына.
В 1704 году он написал предисловие к лексикону «Reales Staats-, Zeitungs- und Conversations-Lexicon microform», который составил Филипп Бальтазар Синольд фон Шютц.
В 1708 году Иоганн Гюбнер опубликовал знаменитые «Генеалогические таблицы» («Genealogische Tabellen») мекленбургских и голштинских князей, в том числе — манускрипт Иоганна Фридриха фон Хемница 1687 года, согласно которому основатель древнерусского государства князь Рюрик был сыном бодричского князя Готшалка (Годслава, Готлейба), который погиб в войне с данами в 808 году. По другой родословной, приведённой Гюбнером, Рюрик — представитель побочной ветви герульских, вандальских и вендских королей.
Учебник Гюбнера «Kurtze Fragen aus der neuen und alten Geographie biss auf gegenwartige Zeit» («Краткие вопросы по старой и новой географии», 1693) издавался 36 раз и был переведён на все европейские языки. Русский перевод был сделан между 1711—1716 годами, так как в нём упоминается венгерское восстание 1711 года. Я. В. Брюсом в 1719 году учебник был издан в Москве под заглавием «Земноводнаго круга краткое описание из старыя и новыя географии по вопросам через Яна Гибнера собранное и на немецком диалекте в Лейпциге напечатано, а ныне повелением Великаго Государя, Царя и Великаго Князя Петра Перваго всероссийскаго Императора, при наследственном благороднейшем Государе Царевиче Петре Петровиче, — на российском напечатано в Москве в 1719 году». Большой успех имели также работы Гюбнера «Kurze Fragen aus der politischen Historie», «Ganze Historie der Reformation in 50 Reden», маленькие «Atlas Scholasticus» и «Bibliotheca historica».
С 1711 года и до смерти был ректором академической школы Gelehrtenschule des Johanneums в Гамбурге.
Его детская Библия «Biblische Historien» (1714) была разработана для использования в школах. Она переиздавалась 270 раз и была переведена на 15 европейских языков, включая русский: «Сто двадцать четыре священные истории» (11-е изд. Москва, 1865).
В 1719 году женился на одной из дочерей своего издателя Иоганна Готлиба Гледича.